# OPhone
OPhone hay OMS (Open Mobile System), là một hệ điều hành điện thoại chạy trên hạt nhân Linux. Đây là hệ điều hành dựa trên công nghệ ban đầu do Android Inc. phát triển và công việc được thực hiển bởi liên minh thiết bị cầm tay mở.